# Schloss Braunfels

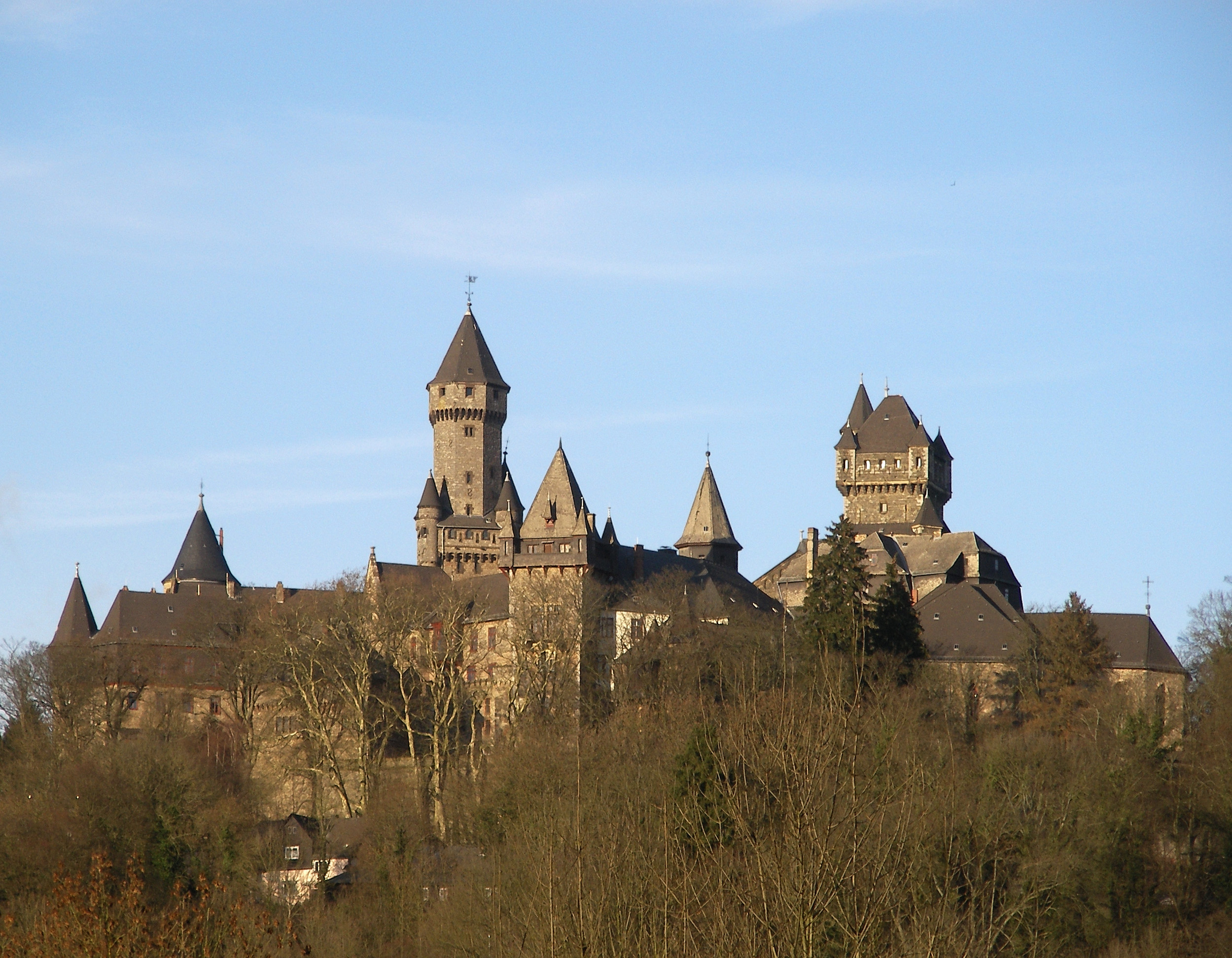
Gesamtansicht, dominiert von Neuem Bergfried (links) und Altem Stock (rechts)

Schloss Braunfels, Aufnahme von E. Roepke, 1895

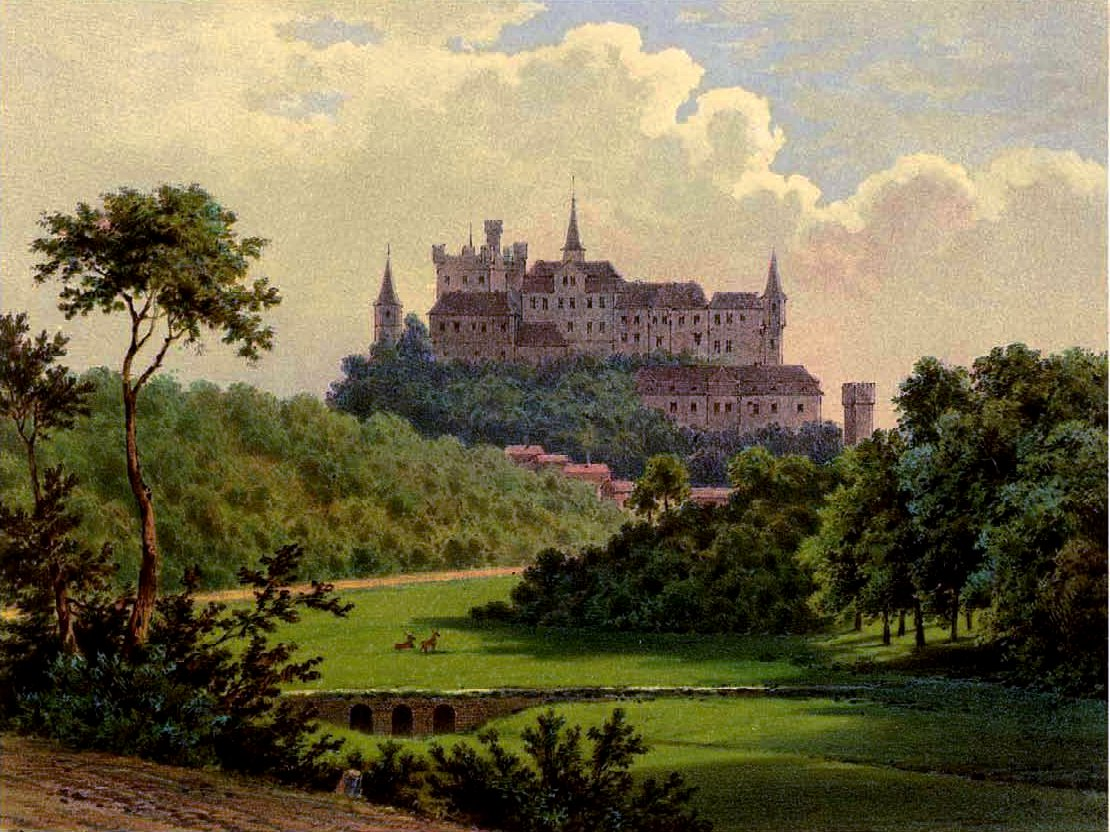
Gesamtansicht von 1866

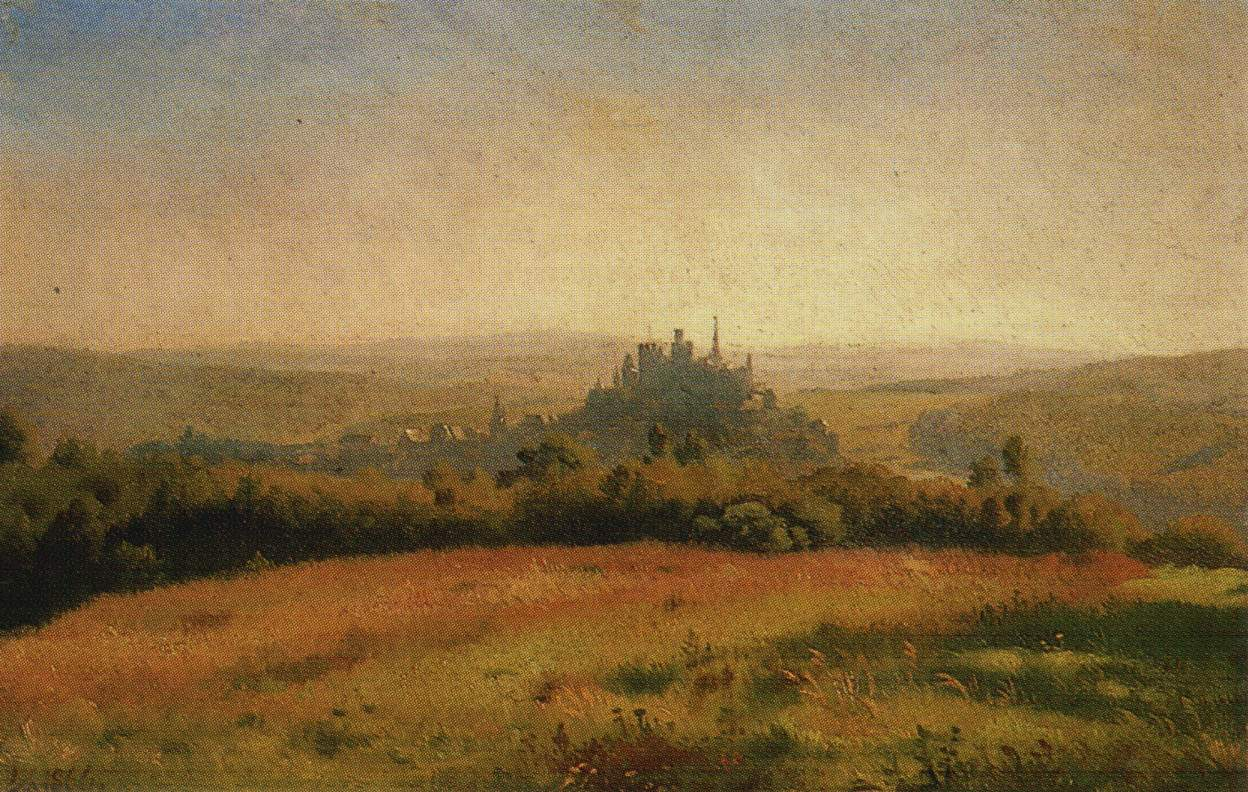
Schloss Braunfels – Gemälde von Johannes Deiker, 2. Hälfte des 19. Jahrhunderts

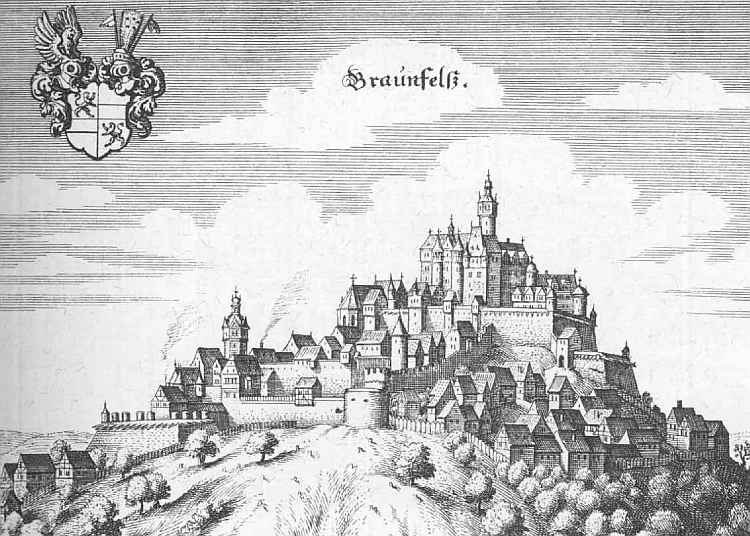
Schloss Braunfels – Auszug aus der Topographia Hassiae von Matthäus Merian 1655

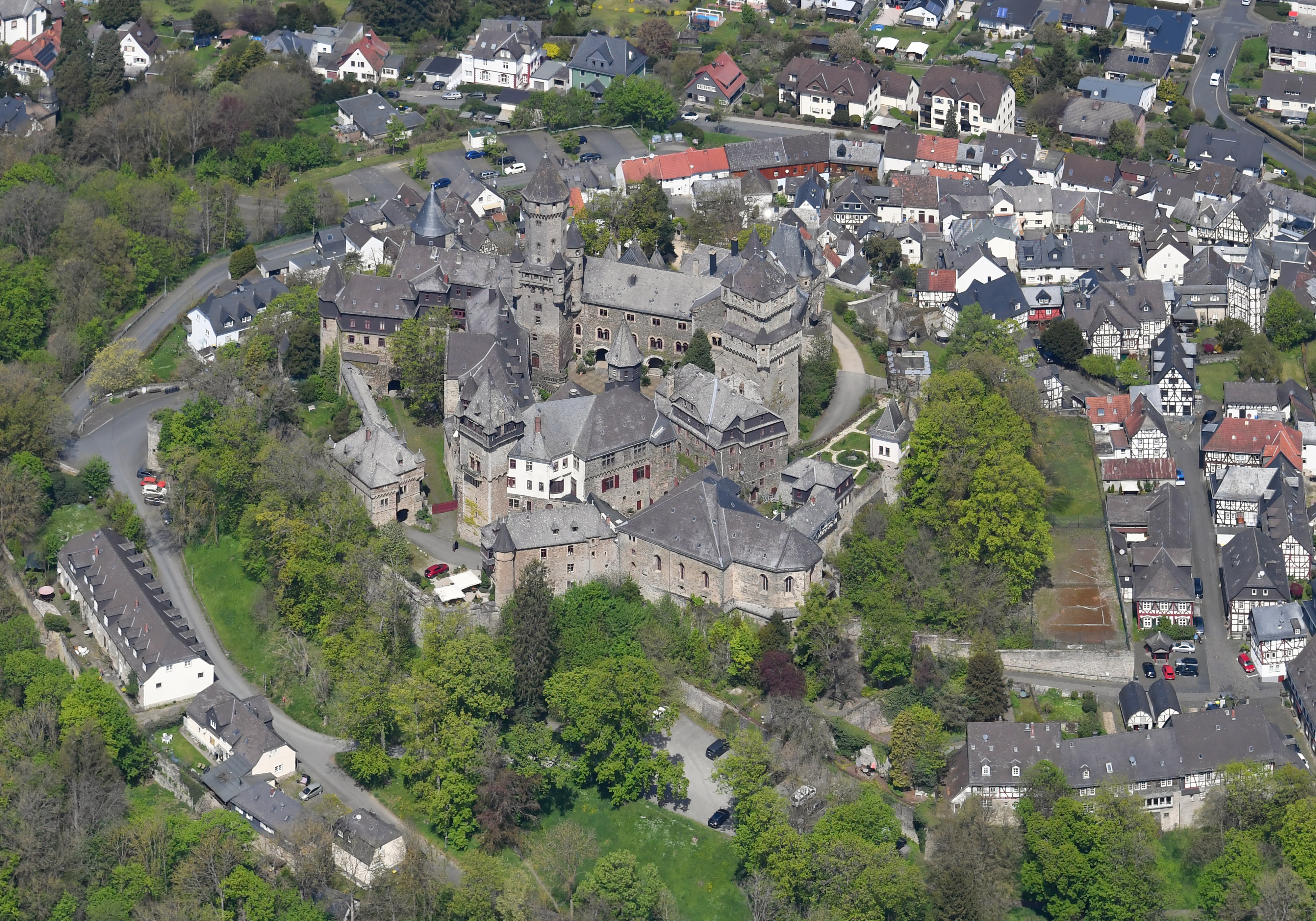
Luftaufnahme 2023

Das Schloss Braunfels liegt auf einer Basaltkuppe westlich des Luftkurortes Braunfels im mittelhessischen Lahn-Dill-Kreis. Seit dem 13. Jahrhundert ist es Sitz der Grafen von Solms und befindet sich noch im 21. Jahrhundert im Familienbesitz der Grafen von Oppersdorff zu Solms-Braunfels.
Das Schloss Braunfels dominiert die Landschaft weit hinein bis zum Lahntal und kann als landschaftliches und kulturgeschichtliches Gegenstück zu Schloss Schaumburg im unteren Lahntal gesehen werden. Der Aus- und Umbau Ende des 19. Jahrhunderts gehört zu einer Phase des schöpferischen Historismus in neogotischen Elementen, in der bewusst eigene Formen verwendet wurden. Als einer der bedeutendsten Schlossumbauten des Historismus kommt Braunfels eine hohe überregionale Bedeutung zu.

## Geschichte
Als Castellum Bruninvels wurde die Burg 1246 erstmals urkundlich erwähnt. Ursprünglich eine Verteidigungsburg gegen die Grafen von Nassau, wurde sie ab 1280 Wohnburg der Grafen von Solms. Nach Teilung des Adelsbesitzes unter drei Linien und Zerstörung der Stammburg Solms durch den Rheinischen Städtebund wurde Schloss Braunfels 1384 neuer Stammsitz der Grafen von Solms-Braunfels, die als einzige der drei Linien überlebt hat und 1418 Erbe des gesamten Besitzes wurde. Nach erneuter Teilung und Wiedervereinigung besteht diese Linie noch heute.
Zwischen dem 15. und 17. Jahrhundert fanden umfassende Erweiterungen der Kernburg statt. Graf Otto II. ließ die mittelalterliche Burg um 1500 zu einer Festung ausbauen. Aus dieser Bauphase ist die spätgotische Schlosskirche erhalten. Der Stich von August Rumpf, den Matthäus Merian in seiner Topographia Hassiae von 1655 abbildete, gibt Aufschluss über den Zustand der Burg vor ihrer barocken Umgestaltung zum Schloss (ab 1680).
Während des Dreißigjährigen Krieges war Schloss Braunfels umkämpft und wurde schwer beschädigt. Durch die Unterstützung für Friedrich V. fiel Graf Johann Albrecht I. zu Solms-Braunfels unter Reichsacht. Sein Schloss Braunfels wurde 1621 kampflos von spanischen Truppen im Auftrag des Kaisers besetzt. 1629 belagerte Graf Philipp Moritz von Hohensolms erfolgreich Stadt und Schloss Braunfels. Kaiser Ferdinand II. belehnte daraufhin Johann t’Serclaes von Tilly 1630 mit dem Schloss. 1632 wurde das Schloss von schwedischen Truppen erobert, die es aber bereits 1634 wieder an die Kaiserlichen verloren. Ein Jahr später 1635 besetzte Graf Ludwig Heinrich von Nassau-Dillenburg mit einem Überraschungsangriff das Schloss. 1640 eroberten nach Belagerung die in französischen Diensten stehenden Weimaraner das Schloss. Graf Johann Albrecht II. zu Solms-Braunfels konnte es 1641 wieder in Besitz nehmen.
Graf Heinrich Trajektin (1648–93) ließ die Residenz in ein barockes Schloss umgestalten, das 1679 einem flächendeckenden Stadtbrand zum Opfer fiel. Seinem Nachfolger, Graf Wilhelm Moritz, gelang jedoch zu Beginn des 18. Jahrhunderts ein schneller Wiederaufbau. Die Planungen von ihm und seinem Baumeister Johann Philipp Meyer aus Wetzlar für den Bau eines ausgedehnten Barockschlosses um 1720 wurden jedoch nicht verwirklicht.
Mit dem Reichsdeputationshauptschluss 1803 endete die politische Selbstständigkeit des Fürsten Ferdinand zu Solms-Braunfels; das Territorium fiel an das Herzogtum Nassau. Das Schloss blieb weiterhin im fürstlichen Familienbesitz und 1828 bis 1848 Sitz der Fürstlich Solms-Braunfels’schen Regierung.
Fürst Ferdinand ließ um 1840 neogotische Umgestaltungen und Restaurierungen vornehmen. Aus der romantischen Geisteshaltung heraus, das Mittelalter neu entstehen zu lassen, entstand eine idealisierte Phantasieburg, die es in Wirklichkeit im Mittelalter so nicht gegeben hat. Vorbild für die Arbeiten war der Ausbau der Burg Rheinstein im Geist der Rheinromantik. Parallel zum Ausbau der Burg ließ Fürst Ferdinand die Dianaburg bei Greifenstein als Jagdschloss erbauen.
Ab 1880 folgten durch Fürst Georg ein zweiter Bergfried, Zu- und Anbauten von Erkern und kleinen Türmen im Stil des Historismus; Baumeister seines Geschmacks, an deren Ideen er sich mit seinen Architekten Edwin Oppler, Hugo von Ritgen und Rudolf Wiegmann orientierte, waren Eugène Viollet-le-Duc sowie Émile und Paul Boeswillwald.
Der Braunfelser Besitz ging 1970 mit dem Tod des letzten männlichen Nachkommen dieser Linie, Fürst Georg Friedrich zu Solms-Braunfels (1890–1970), auf seine Tochter, Marie Gabrielle Gräfin von Oppersdorff Solms-Braunfels (gest. 2003) über. Ihr Gemahl, Hans Georg Graf von Oppersdorff-Solms-Braunfels (1920–2003) verwaltete den Besitz über 50 Jahre und ließ das Schloss, sein Inventar sowie die zugehörigen Gebäude renovieren, restaurieren und pflegen.

## Außenbau
Das Äußere des Schlosses war, bedingt durch seine Baugeschichte, bis zum letzten großen Umbau stilistisch noch recht heterogen. Seit dieser Umgestaltung, die 1885 abgeschlossen wurde, zeigt die Anlage in weiten Bereichen den Stil des Historismus. Die Hauptelemente sind:
- die Kernburg aus dem 13. Jahrhundert mit Grenzwartturm (Friedrichsturm), Bergfried (Alter Stock), Palas und Schildmauer. Trotz der späteren Veränderungen sind romanische Stilelemente (massives Mauerwerk mit Rundbogen-Biforen mit Überfangbogen, Mittelsäule mit Blattkapitellen) noch gut auszumachen.
- Erweiterungen mit einer Vorburg und Wehrgängen nach Osten zur Stadt (Angriffs-Seite): unterste Pforte um 1350, mittlerer Torturm um 1460 (barocker Oberbau und Umgestaltung zum Glockenturm 1682), oberes Schlosstor mit Spitzbogenportal von 1491; Ottonischer Bau (Fürstenbau, um 1500), Schlosskirche als dreischiffige Hallenkirche über den Galerien des obersten Zwingers (wohl 1501 geweiht, Wandmalereien von 1504).
- die barocken Zubauten: Neutor (Archivtor) im Nordwesten, Entréebau (Torbau zum Schlosshof) und Langer Bau (südlich des Neuen Bergfrieds), Weedenbau sowie Marstall, Schlosswache und Kasernen (kurz vor dem Stadtbrand 1679 erstmals errichtet und danach rekonstruiert).
- im historistischen Stil: insbesondere der Georgsturm (gegenüber dem heutigen Schloss-Café) sowie die Aufstockung des heute höchsten Turm des Schlosses, des Neuen Bergfrieds mit seinen Flankentürmchen (1884).

Durch die kontinuierlichen Umgestaltungen unterlagen auch die älteren Gebäude ständiger Veränderung; beispielsweise wurden im 19. Jahrhundert Alter Stock, Palas und Nordturm mit Zinnenkränzen versehen und Freiflächen zwischen zuvor isolierten Baukörpern geschlossen.

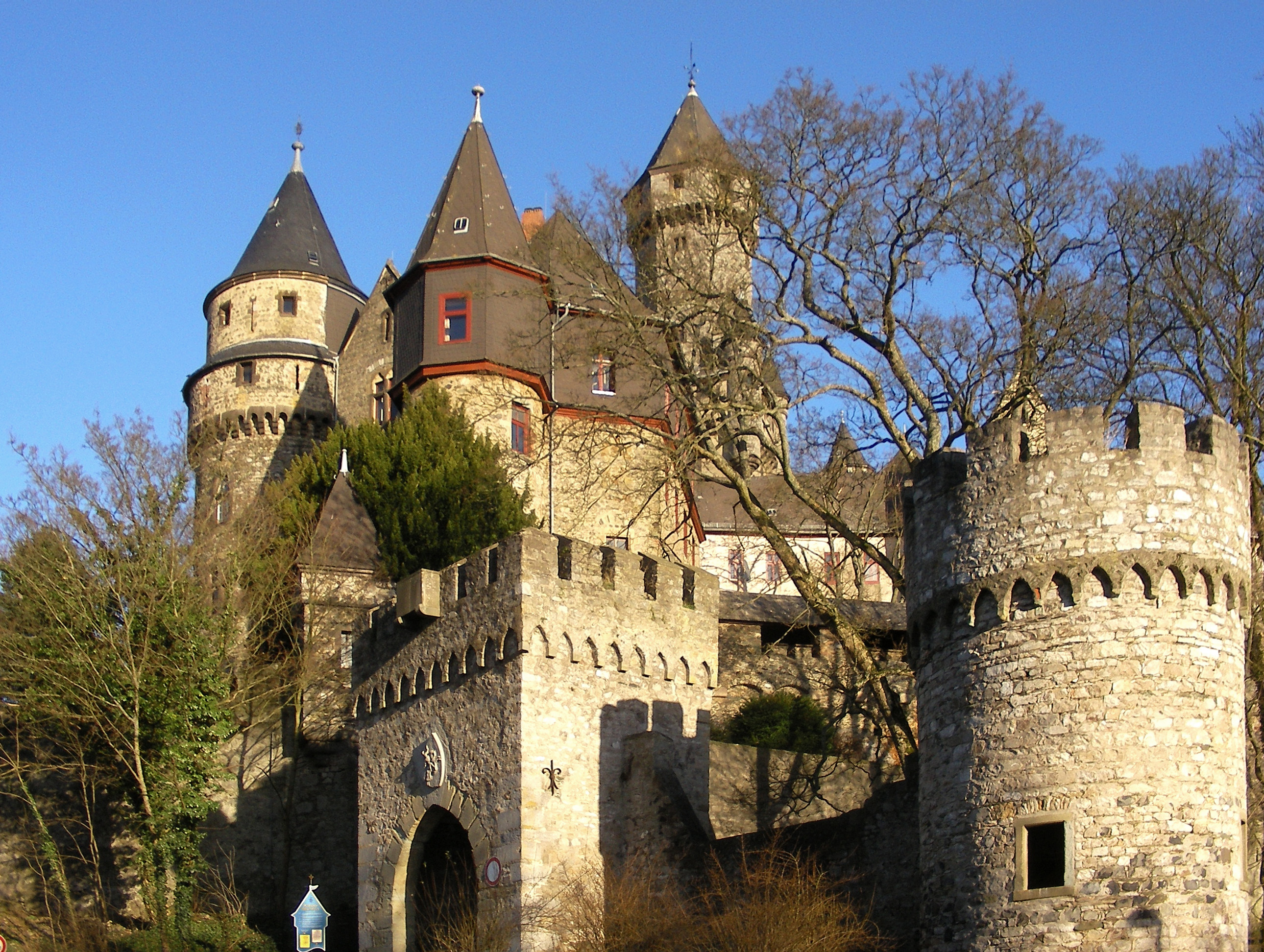
Ansicht von Westen mit Kleppertor
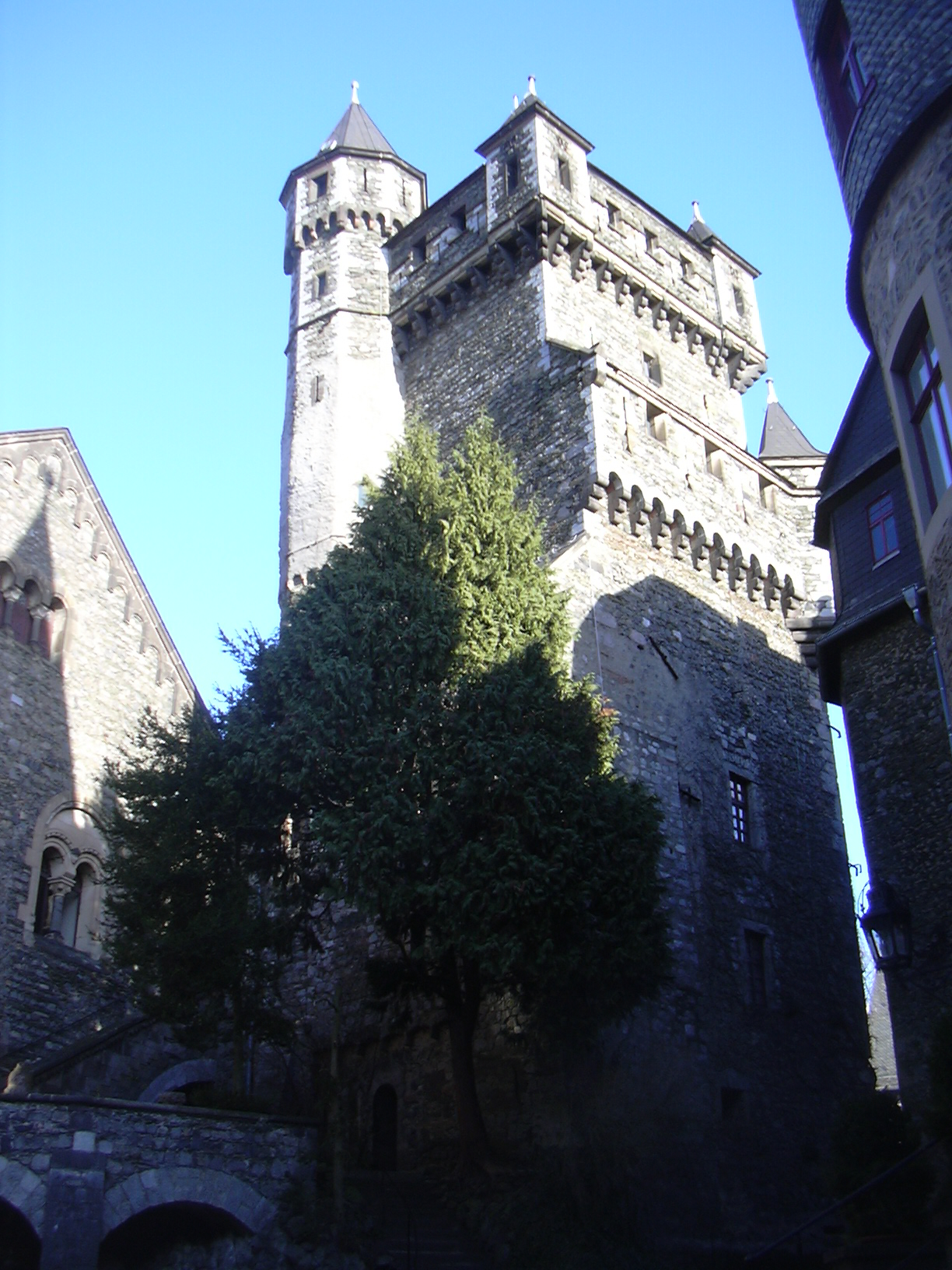
Mittelalterliche Kernburg: Palas und Alter Stock
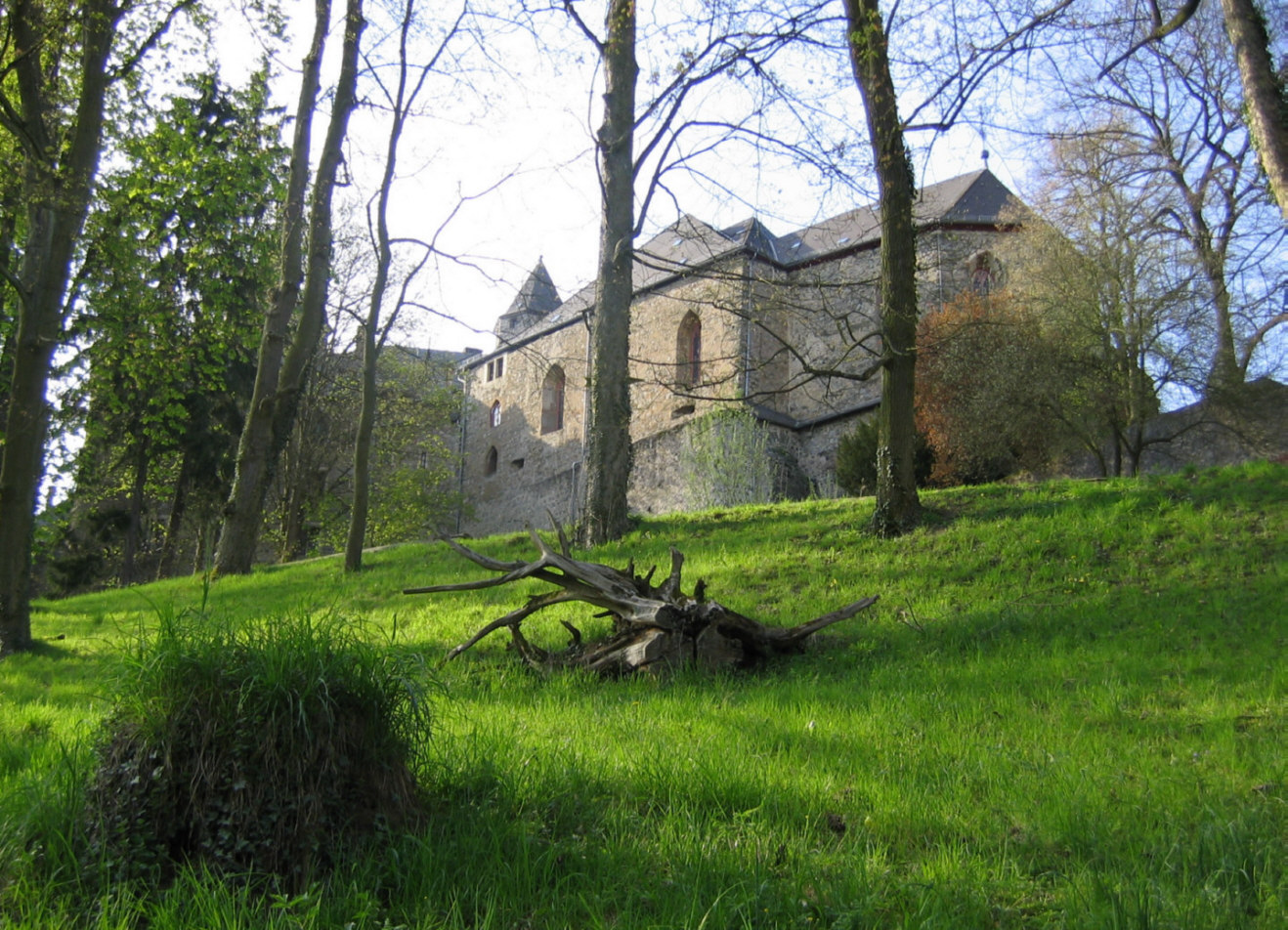
Schlosskirche von der Parkseite aus
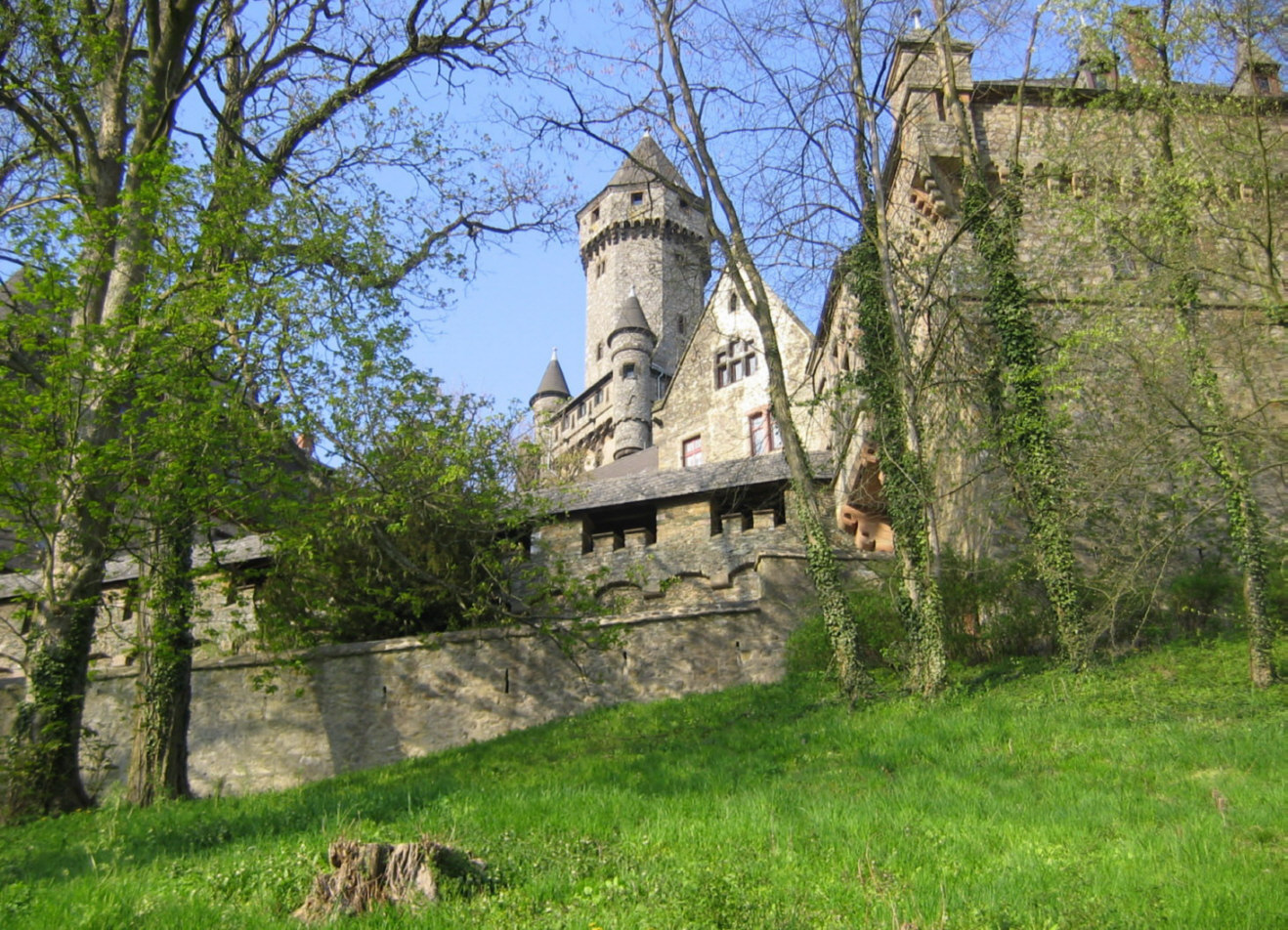
Südl. Wehrgang mit neuem Bergfried
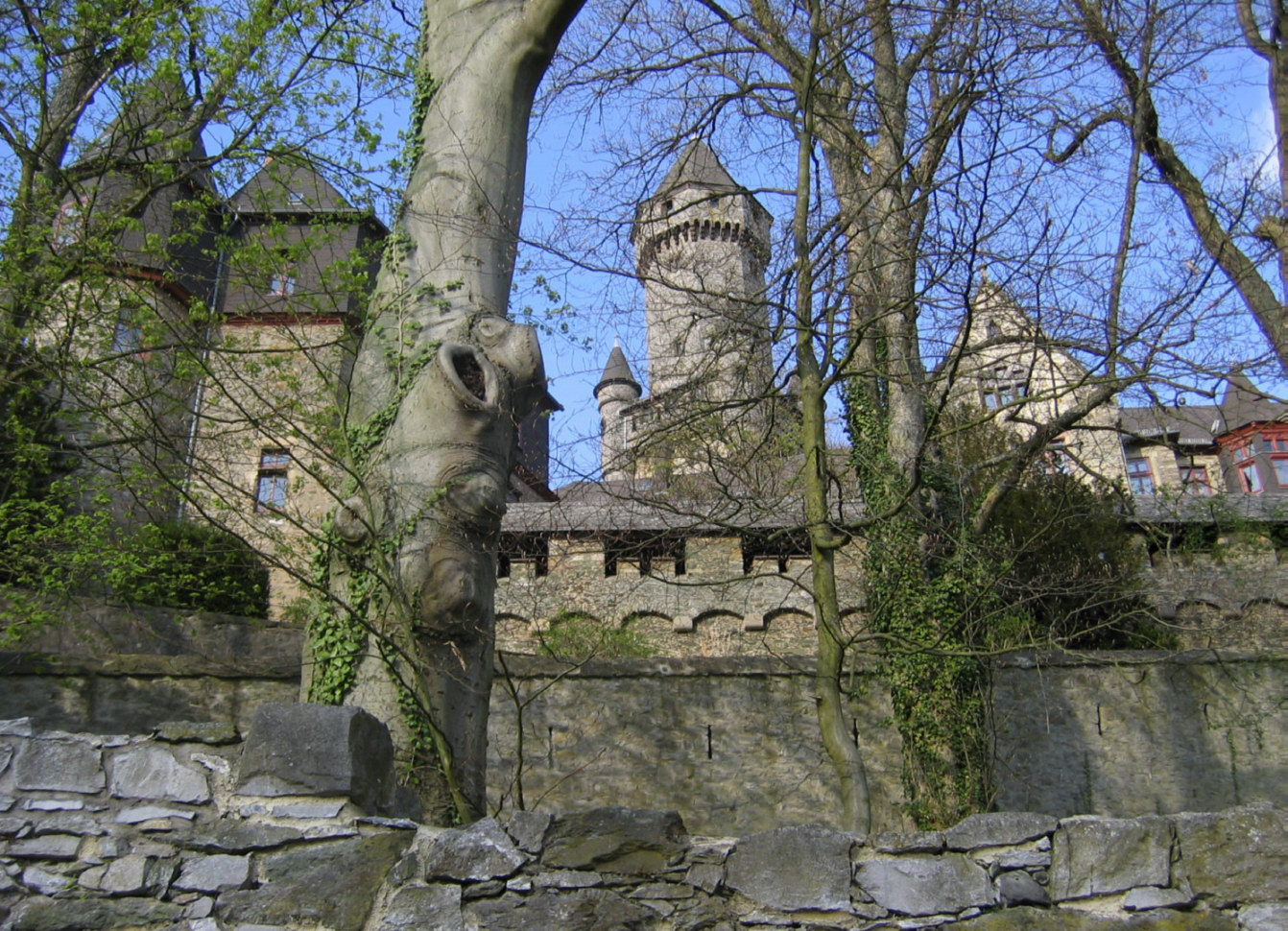
Außenansicht von Süden
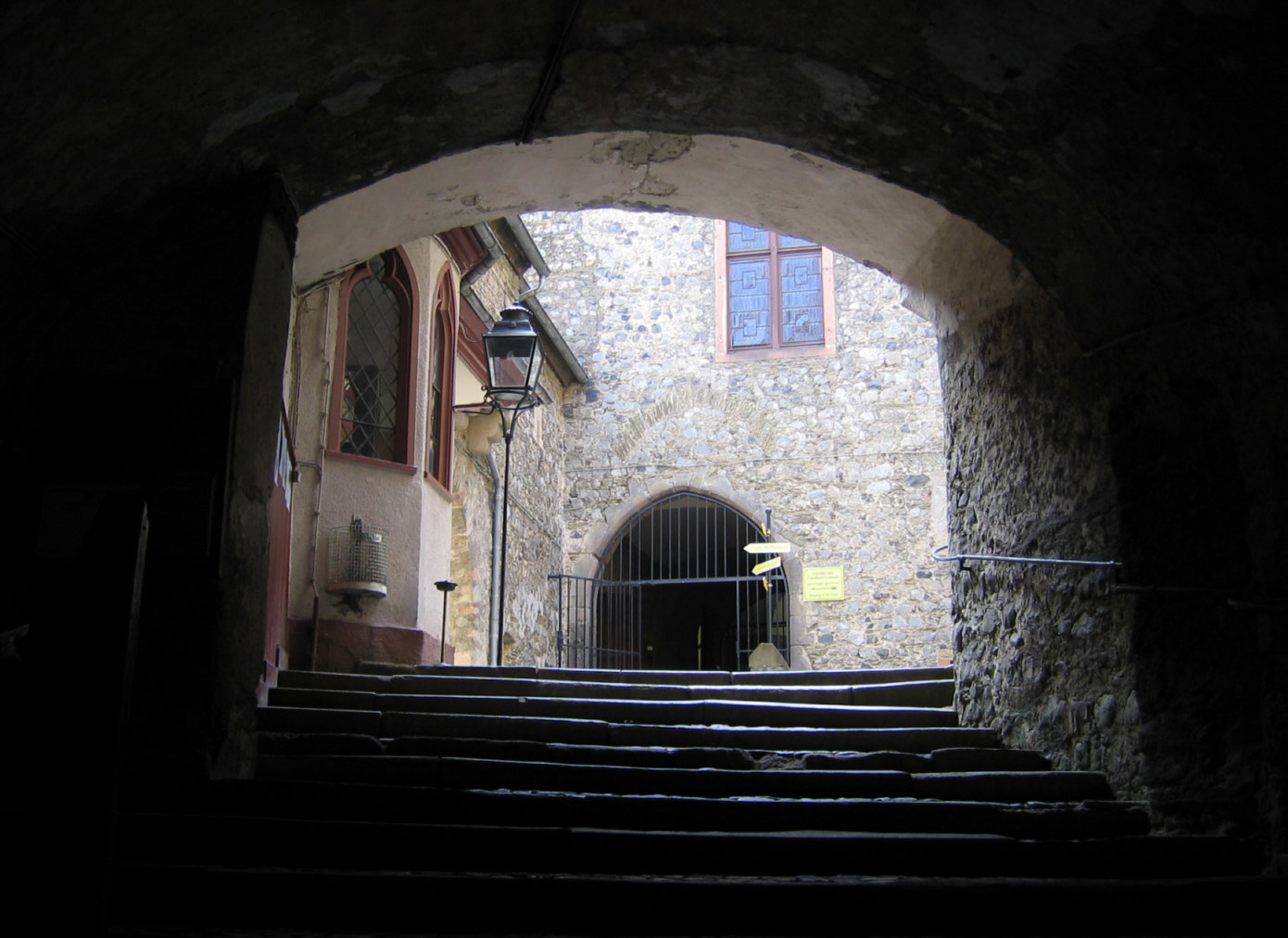
Treppenaufgang zu Wache und Paradeplatz
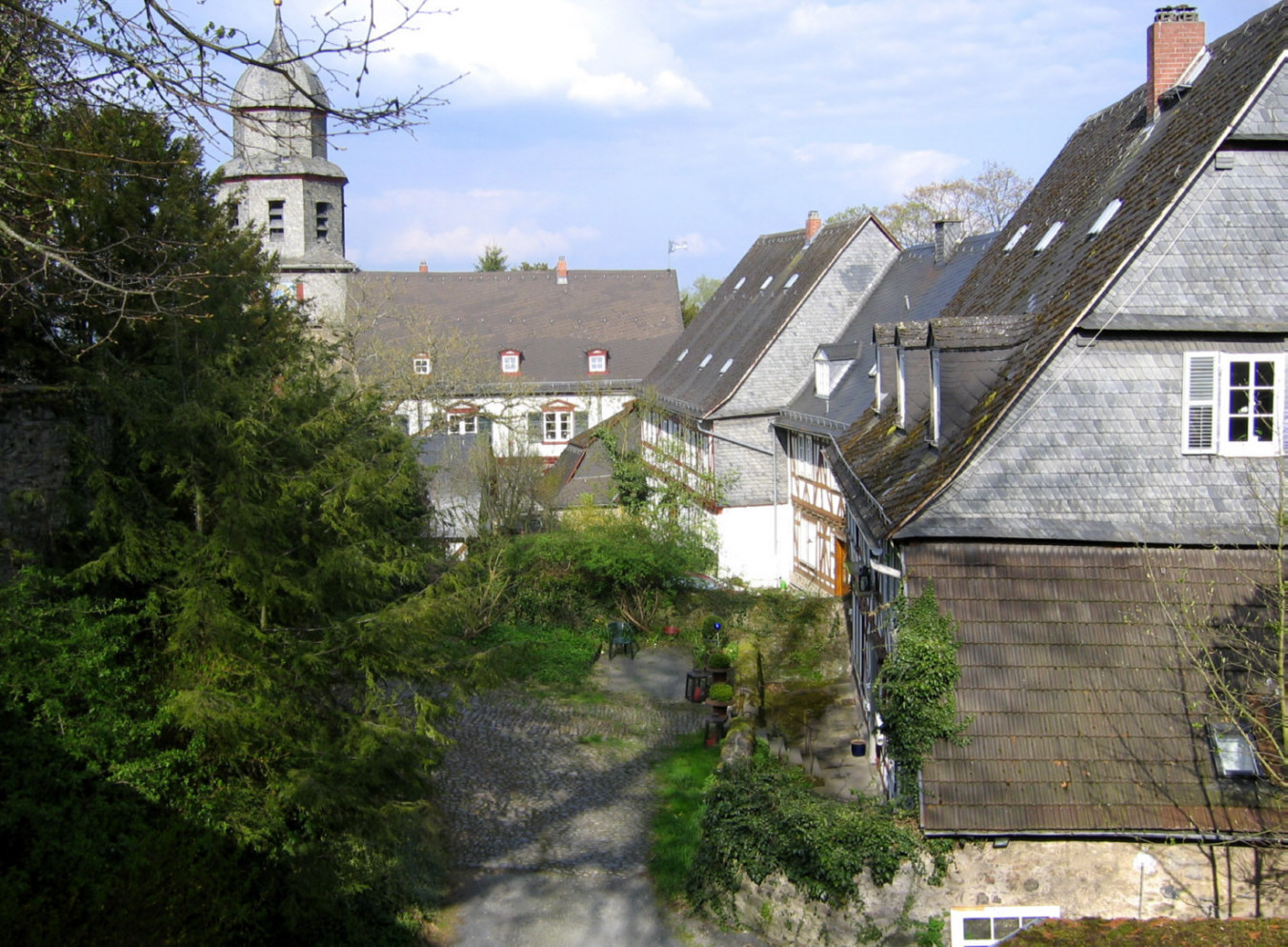
Ehem. Beamtenwohnungen am Schlossaufgang
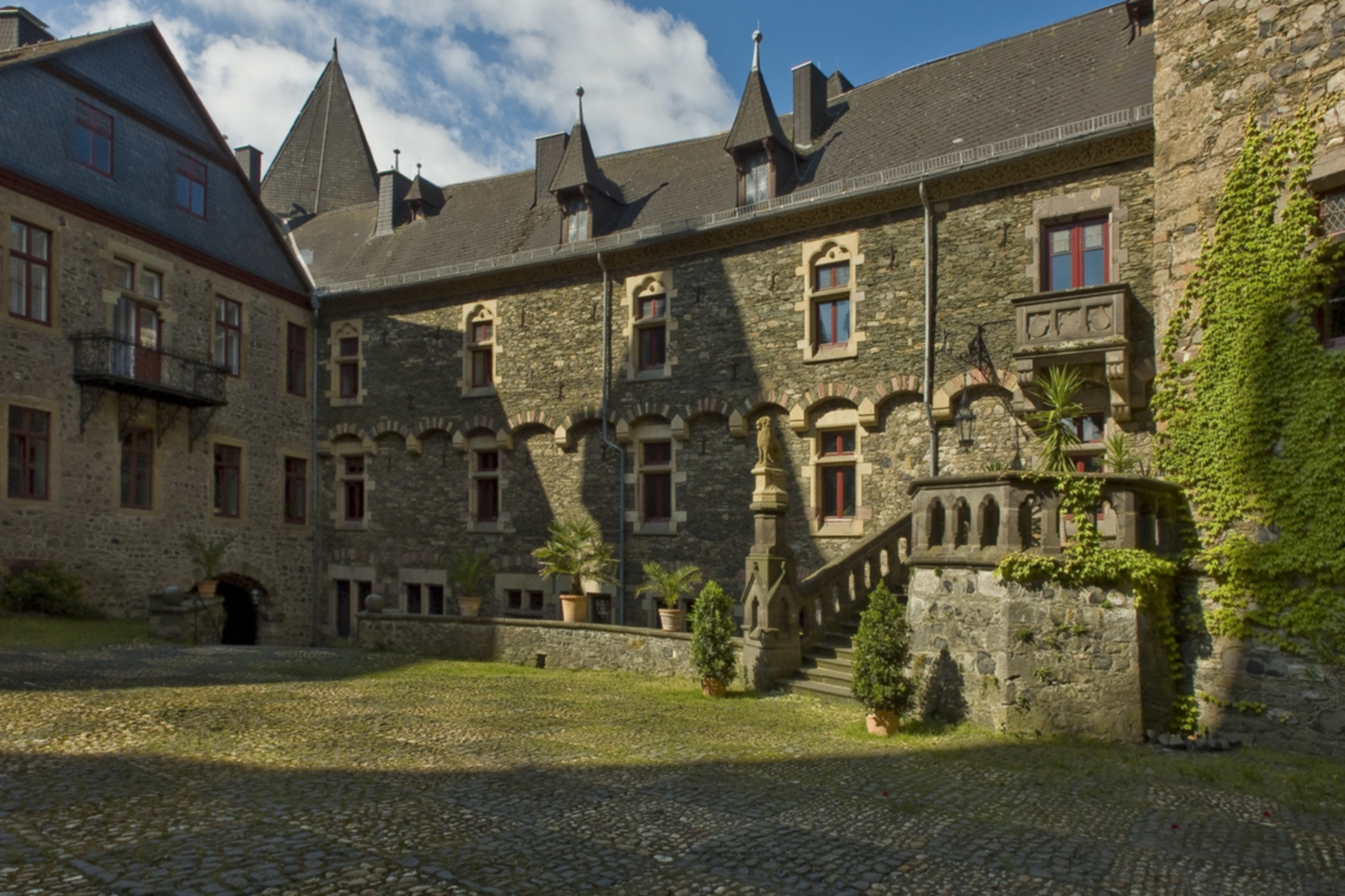
Innenhof nach Süden
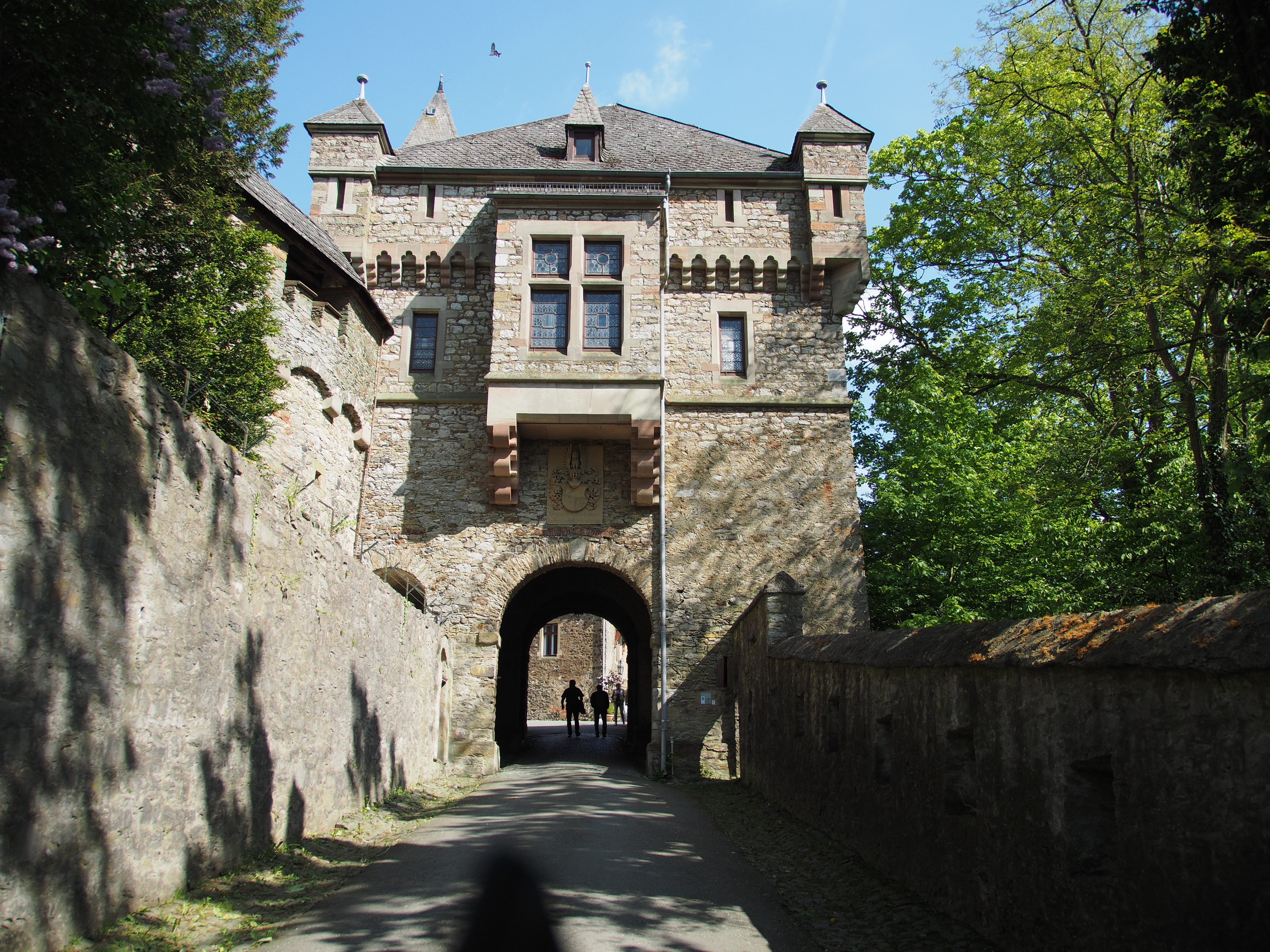
Aufgang und Tor

## Innenräume
Die Innenräume sind als Museum ausgestaltet und teilweise mit Führung zugänglich. Zu unterscheiden sind die fürstlichen Repräsentationsräume, die Sammlungen aus dem Kloster Altenberg und das Familienmuseum.

### Fürstliche Räume
Das Mobiliar und die kunsthistorischen Sammlungen der fürstlichen Familie von Solms reichen vom 13. bis ins 19. Jahrhundert hinein.
- Der im 19. Jahrhundert restaurierte Rittersaal im mittelalterlichen Palas enthält Schlag-, Stich- und Feuerwaffen sowie Rüstungen für Krieger und Pferde vom Mittelalter bis in die Barockzeit. Älteste Gegenstände sind ein gotisches Schwert und ein Kettenhemd aus der Zeit der Kreuzzüge, bestehend aus 60.000 kleinen Ringen (Schmiedezeit 1–2 Jahre). Rüstungen aus maximilianischer Zeit stammen mutmaßlich aus Mailand.
- Im Treppenzimmer und in der Gemäldegalerie hängen Ölgemälde – insbesondere Familienporträts, mythologische und allegorische Szenen – aus den Schulen italienischer, spanischer, niederländischer und deutscher Meister von der Renaissance bis zum Klassizismus. Im Zentrum des Treppenzimmers steht die Büste des 99-Tage-Kaisers Friedrich III.
- Das Gobelinzimmer zeichnet sich durch fünf flämische Gobelins um 1600 aus, Jagd- und Hirtenszenen darstellend. Der Kaminofen stammt von 1674 aus der Aßlarer Hütte.
- Kunsthistorisches Highlight ist das Flämische Zimmer mit Porträts, Seestücken und Genreszenen. Vertreten sind u. a. Adriaen van de Velde, Jan Miense Molenaer und Adriaen van Ostade. Auch hier steht ein Kaminofen aus Aßlar.
- Das Tischbeinzimmer ist nach der Malerfamilie benannt, die in mehreren Generationen im 18. Jahrhundert im Auftrag der Grafen von Solms arbeitete.
- Weitere Porträts, Jagdstücke und Genrebilder enthalten die Deiker-Galerie (Hofmaler des Fürsten Ferdinand 1843–1868), der Blaue Salon und der Rosa Salon. Zu den Antiquitäten der Familie in den Repräsentationsräumen gehören Vasen ostasiatischer Provenienz, aus der St. Petersburger sowie aus der Berliner Porzellanmanufaktur. Auch ist eine kleine Glassammlung in einer Vitrine ausgestellt, u. a. venezianische Fadengläser und Römer.

### Altenberger Räume
Die so genannten „Altenberger Räume“ beinhalten Inventar aus dem ehemaligen Kloster Altenberg. Bei seiner Säkularisation mit dem Reichsdeputationshauptschluss 1803 übernahmen die Fürsten von Solms die Einrichtung.
- Das Gotische Zimmer enthält einen spätgotischen Altar und eine rheinische Madonna (um 1400). Von Gertrud von Altenberg stammt eine Truhe, in der angeblich Gegenstände ihrer Mutter Elisabeth von Thüringen aufbewahrt wurden. Als Elisabeth nach dem Tode ihres Mannes, des Landgrafen Ludwig IV. (Thüringen), 1227 die Wartburg verlassen musste und 1229 unter der Ägide von Konrad von Marburg Krankenpflegerin in einem von ihr gestifteten Franziskaner-Spital wurde, musste sie ihre damals 4-jährige Tochter Gertrud auf Veranlassung ihres Beichtvaters zur Erziehung ins Kloster Altenberg geben.
- Noch mehr mutmaßliche Erinnerungsstücke an die Heilige Elisabeth, nachweislich aus dem 13. Jahrhundert, werden im angrenzenden Paramentenzimmer aufbewahrt. Ob die Silberkanne, aus der Elisabeth den Kranken Wein spendete, und der Ring, ein Geschenk des Landgrafen, mit dem großen ovalen Stein, der im Augenblick seines Todes zersprungen sein soll, wirklich Elisabeth gehört haben, ist nicht mehr nachweisbar. Der Tourismus auf Schloss Braunfels lebt von dieser Historie bzw. Legende.
- Als Werk eines unbekannten Meisters gilt der Altenberger Altar etwa aus dem Jahr 1330, ein Flügelaltar mit gotischem Maßwerk. Auf diesem Altar war ursprünglich die Skulptur einer Madonna mit Kind aus der zweiten Hälfte des 14. Jahrhunderts aufgestellt.

### Familienmuseum
Das Familienmuseum im Langen Bau (individuell zugänglich durch Münzeinwurf) enthält weitere Waffen- und Kunstsammlungen, Münzen, Orden, Kleidungsstücke sowie eine Sammlung böhmischen Glases der Fürsten von Solms. Ferner gibt es eine prähistorische Abteilung, die auf eine Zusammenarbeit zwischen Fürst Wilhelm um 1815 mit dem Archivrat Jakob-Carl Schaum zurückzuführen ist, welcher mit Johann Wolfgang Goethe im regen Briefwechsel stand. Ein ungeklärter Fund ist ein Fruchtbarkeitsgott aus dem 3. Jahrtausend v. Chr., ausgegraben 1959 bei Kraftsolms, von einer Art, die üblicherweise in Kleinasien vorkommt. Zu den Antiquitäten im Familienbesitz gehört ferner eine Sammlung von Meißner Porzellan und eine böhmische Glassammlung, eine Skulpturensammlung und Tafelsilber.

## Außenanlagen

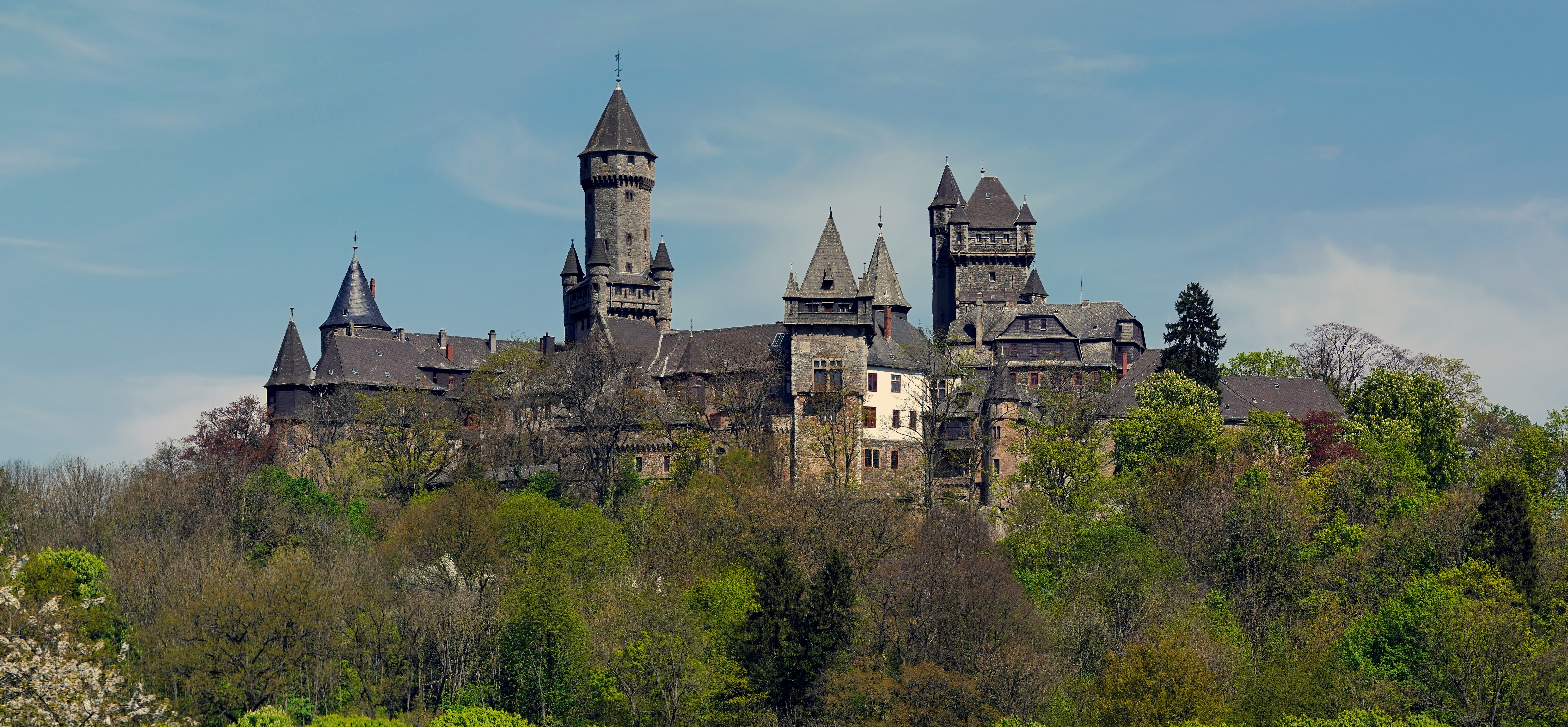
Schloss Braunfels

Im Norden befindet sich die Batterie, auf der vier bronzene Kanonen aus dem 16. Jahrhundert aufgestellt sind. Von der Terrasse reicht der Ausblick nach Südosten weit ins Land über die Altstadt von Braunfels hinaus.

## Schutz durch die Haager Konvention
Am 8. Juni 2010 wurde bekannt, dass das Schloss – wie beispielsweise auch der Wilhelmsturm (Dillenburg), die Hohe Schule Herborn oder die Grube Fortuna – fortan dem Schutz der Haager Konvention zum Schutz von Kulturgut bei bewaffneten Konflikten unterliegt. Ein vorsätzlicher Angriff und die Beschädigung wären im Falle eines Kriegs ein Kriegsverbrechen und könnten vom Internationalen Strafgerichtshof geahndet werden.

## Umgebung

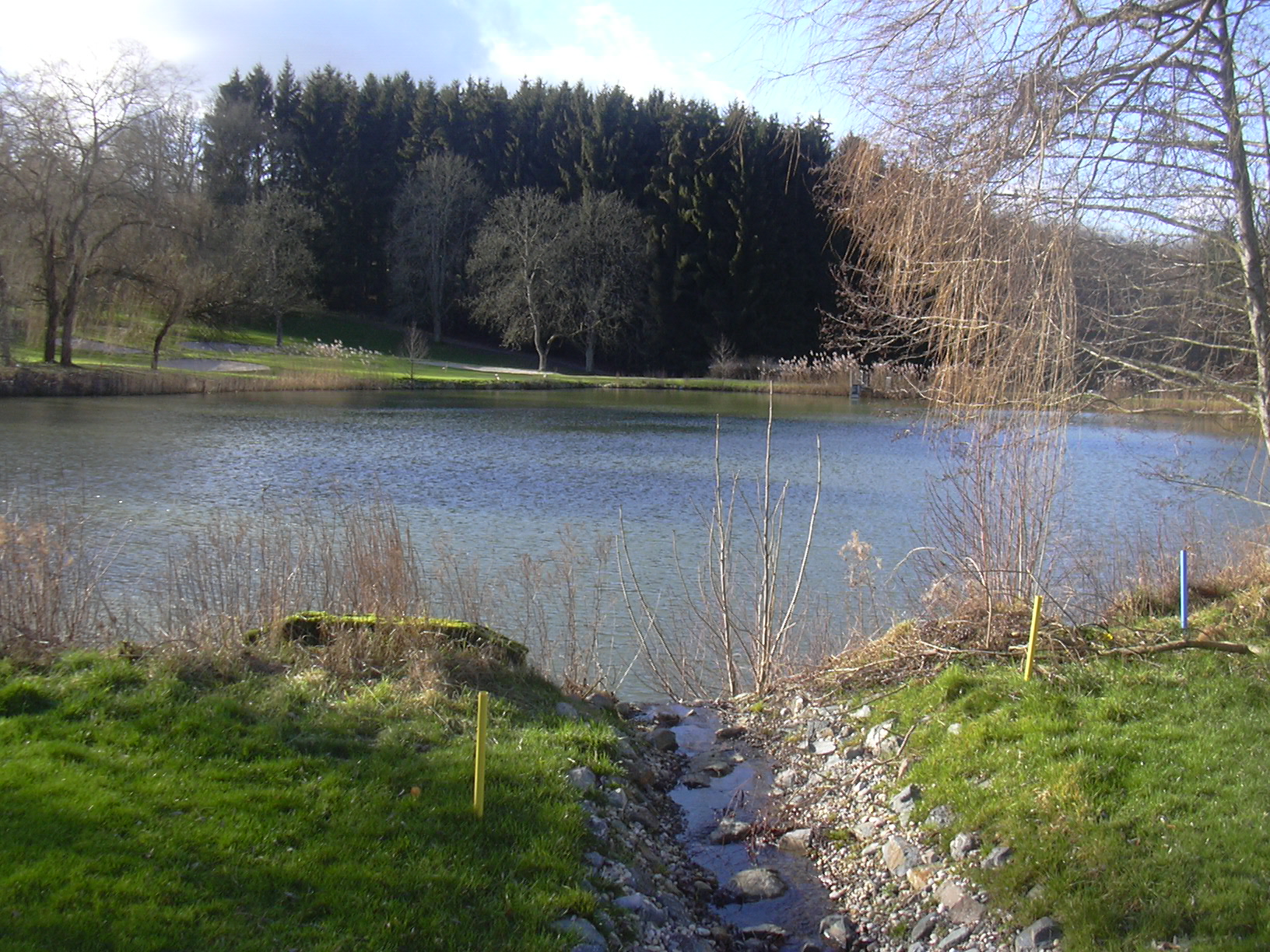
Golfplatz Schloss Braunfels: Wasserhindernis zwischen Loch 16 und Loch 18

Eingebettet in Wald- und Parklandschaft, die das Schloss nach Norden und Westen weitläufig umgibt, liegt ein hügeliger und spieltechnisch anspruchsvoller 18-Loch-Golfplatz, 1971 gestaltet von Bernhard von Limburger. Der Platz ist reich an historischem Baumbestand, und natürliche Teiche dienen als Wasserhindernisse. Das Clubhaus ist ein umgestaltetes Hofgut in Fachwerk.

## Filmkulisse
Auf dem Schloss wurde 2008 der Märchenfilm König Drosselbart und 2019 der Kinderfilm Max und die wilde 7 gedreht.